# Jean-Joseph-Léandre Bargès
L'abbé Jean-Joseph-Léandre Bargès (27 février 1810, Auriol, Bouches-du-Rhône – 1er avril 1896, Auriol) est un orientaliste français.

## Biographie
En 1834, Bargès est nommé prêtre. Il devient professeur d'arabe à Marseille en 1837. De 1842 à 1885, Bargès est professeur d'arabe à la Faculté de théologie catholique de Paris.
Bargès s'est concentré sur l'étude des érudits médiévaux de l'université Al Quaraouiyine, publiant des commentaires en arabe du rabbin Yephet ben Ali, interprétant divers psaumes (1861) et analysant ensuite Nasyid al-Anasyid (1884). Bargès a également publié un traité de Judah ibn Kuraish sur l'étude de l'émergence de l'hébreu.